# Pyrausta perlalis
Pyrausta perlalis là một loài bướm đêm trong họ Crambidae.